# Robert Rossi
Pour les articles homonymes, voir Rossi.
Robert Rossi, alias Levallois, né le 6 mars 1913 à Ixelles (Belgique) et mort à Signes (Var) le 18 juillet 1944, était un résistant français, chef régional des Forces françaises de l'intérieur (FFI) R2.

## Biographie
Ancien élève du lycée Thiers de Marseille, il passe le concours de l'École polytechnique (promotion 1933-1934). À sa sortie, il devient capitaine aviateur, titulaire du brevet de pilote et du brevet d’observateur. Il s'engage alors « à l’extrême gauche ». Il écrit sous pseudonyme dans L'Avant-garde et La Vie Ouvrière. Il assiste à la débâcle de juin 1940, avant d'être mis en congé d'armistice au mois de décembre.
En 1941, il prend contact avec le mouvement de résistance Libération dans le Tarn et, sous le pseudonyme de Perret, devient responsable de l'Armée Secrète (AS) dans ce département. Il est arrêté le 19 octobre 1943 et interné au Centre de détention d'Eysses, puis à Sisteron d'où il s'évade le 10 janvier 1944. De tendance communiste, Robert Rossi-Levallois devient chef des Corps francs de la Libération. Il est nommé chef régional FFI de la région R2, à Marseille où il a pour adjoint Henry Simon.
Arrêté par la Gestapo, à la suite d'une dénonciation, le 16 juillet 1944 en même temps que sa femme Ida Genty-Rossi, une figure de l'histoire de l'aviation, il est torturé, puis fusillé à Signes deux jours plus tard aux côtés de vingt-huit de ses camarades. Son corps est par la suite transféré au cimetière Saint-Pierre de Marseille.

## Décorations
- Chevalier de la Légion d'honneur
- Compagnon de la Libération à titre posthume par décret du 28 Mai 1945[2]
- Croix de guerre 1939-1945
- Médaille de la Résistance française par décret du 24 avril 1946[3]

## Sources
1. ↑  ROSSI Robert, dans Le Maitron
2. ↑  « Robert ROSSI », sur Musée de l'Ordre de la Libération (consulté le 8 juin 2022)
3. ↑  « - Mémoire des hommes », sur www.memoiredeshommes.sga.defense.gouv.fr (consulté le 8 juin 2022)